# Équipe cycliste ONE

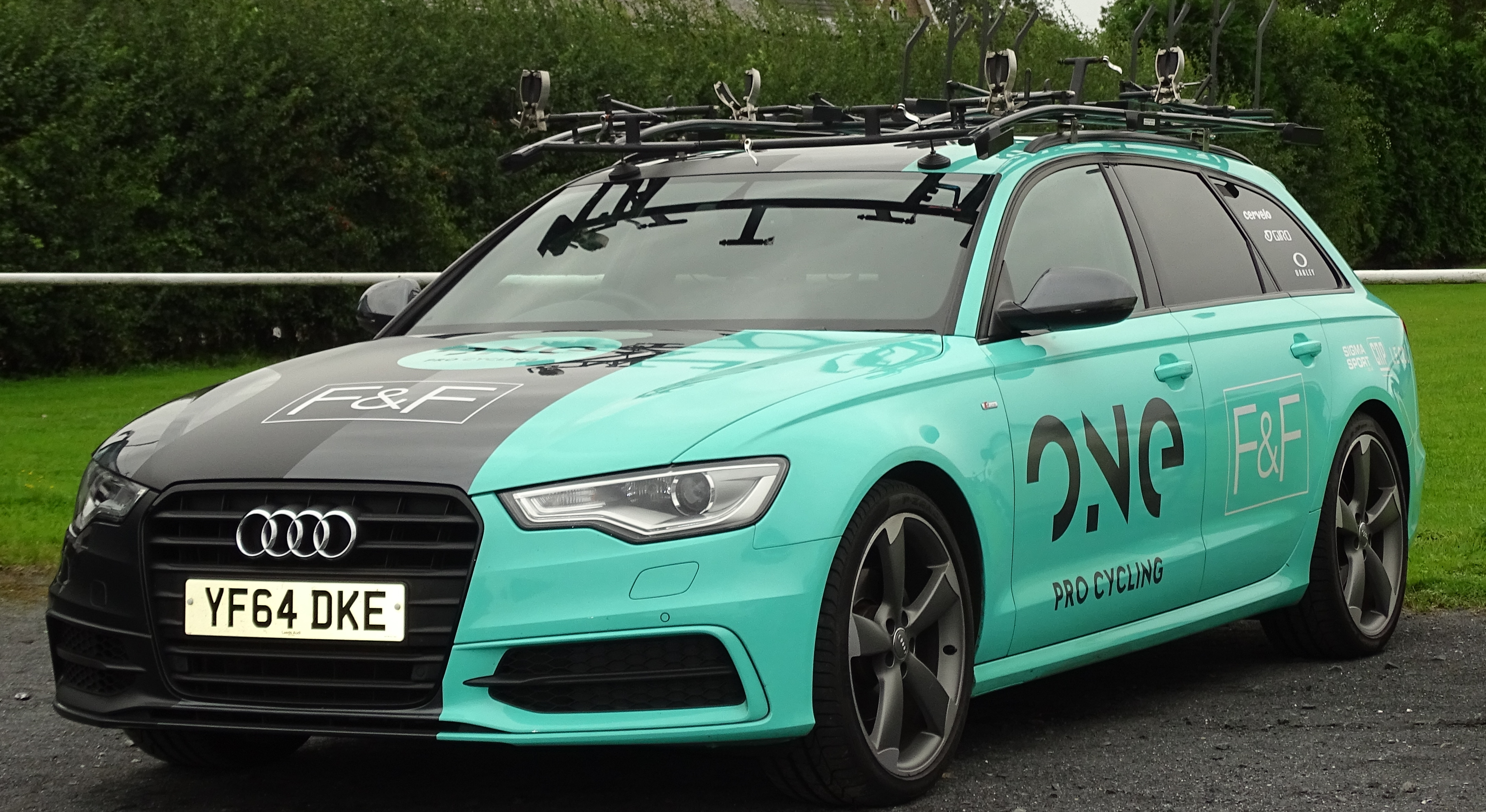
Une des voitures de l'équipe lors du Grand Prix des Marbriers 2015.

L'équipe cycliste One (ONE Pro Cycling en anglais) est une équipe continentale britannique créée en 2015 et disparue en 2018. Elle participe essentiellement aux épreuves de l'UCI Europe Tour. Lors de la saison 2016, elle court avec une licence d'équipe continentale professionnelle. En raison de problèmes de financement, elle redescend au niveau continental en 2017 et disparait un an plus tard.

## Histoire de l'équipe
ONE Pro Cycling est possédée par le joueur de cricket professionnel, désormais retraité, Matt Prior et l'homme d'affaires Simon Chappell. L'équipe est officiellement lancée le 17 février 2015, une semaine après sa première course officielle sur le circuit national britannique. Prior déclare que l'objectif de l'équipe est de rejoindre l'UCI World Tour dans les cinq ans. En novembre 2015, l'équipe obtient une licence continentale professionnelle pour la saison 2016.
Elle revient au niveau continental UCI pour la saison 2017, en partie parce que le sponsor vélo Factor a retiré son soutien à l'équipe pour aller sponsoriser l'équipe World Tour AG2R La Mondiale,. En septembre 2018, l'équipe annonce qu'elle dissoudrait son équipe masculine à la fin de la saison en faveur de l'entrée dans le peloton féminin l'année suivante.  Un mois plus tard, en octobre 2018, l'équipe annonce qu'elle  abandonne son projet de lancer une équipe féminine pour la saison 2019, invoquant un manque de sponsors suffisant.

## Principales victoires

### Courses d'un jour
- Tro Bro Leon : Martin Mortensen (2016)
- Beaumont Trophy : Dion Smith (2016), Peter Williams (2017)
- Ronde van Midden-Nederland : Chris Opie (2016), Kamil Gradek (2017)
- Grand Prix des Marbriers : Karol Domagalski (2017)
- New Zealand Cycle Classic : Hayden McCormick (2018)
- Heistse Pijl : Emīls Liepiņš (2018)
- Poreč Trophy : Emīls Liepiņš (2018)
- Baltic Chain Tour : Emīls Liepiņš (2018)

### Championnats nationaux
- Championnats de Nouvelle-Zélande sur route : 1
  - Contre-la-montre espoirs : 2016 (Hayden McCormick)
- Championnats de Pologne sur route : 1
  - Contre-la-montre : 2015 (Marcin Białobłocki)

## Classements UCI
Depuis 2015, l'équipe participe aux épreuves des circuits continentaux et principalement de l'UCI Europe Tour. Les tableaux ci-dessous présentent les classements de l'équipe sur les différents circuits continentaux, ainsi que son meilleur coureur au classement individuel.

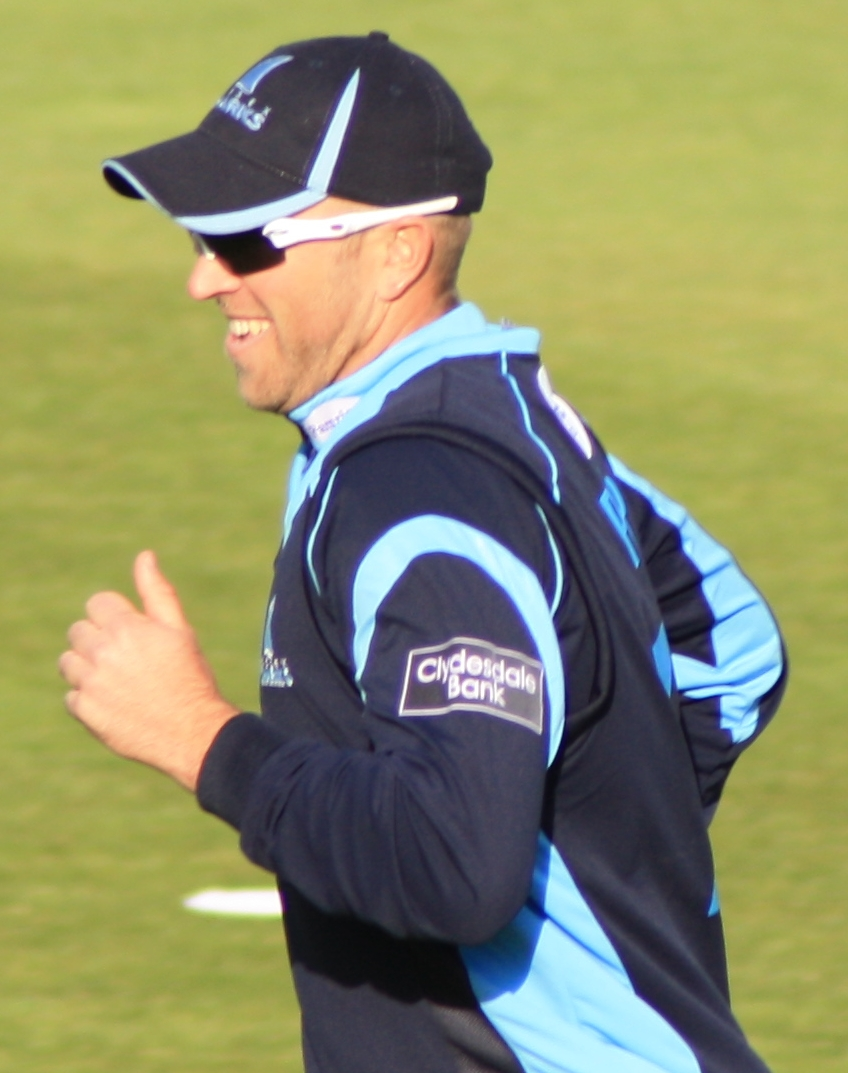
Matt Prior est le propriétaire de l'équipe.

UCI America Tour
| Saison | Classement par équipes | Meilleur coureur au classement individuel |
| ------ | ---------------------- | ----------------------------------------- |
| 2015   | 47e                    | Marcin Białobłocki (279e)                 |
| 2016   | 47e                    | Hayden McCormick (436e)                   |

UCI Asia Tour
| Saison | Classement par équipes | Meilleur coureur au classement individuel |
| ------ | ---------------------- | ----------------------------------------- |
| 2016   | 20e                    | George Harper (121e)                      |
| 2017   | 49e                    | Thomas Stewart (103e)                     |

UCI Europe Tour
| Saison | Classement par équipes | Meilleur coureur au classement individuel |
| ------ | ---------------------- | ----------------------------------------- |
| 2015   | 59e                    | Marcin Białobłocki (158e)                 |
| 2016   | 15e                    | Dion Smith (43e)                          |
| 2017   | 37e                    | Karol Domagalski (182e)                   |

UCI Oceania Tour
| Saison | Classement par équipes | Meilleur coureur au classement individuel |
| ------ | ---------------------- | ----------------------------------------- |
| 2016   | 3e                     | Dion Smith (5e)                           |
| 2017   | 10e                    | James Oram (20e)                          |

## ONE en 2018

### Effectif
| Cycliste             | Date de naissance | Nationalité      | Équipe 2017           |  |
| -------------------- | ----------------- | ---------------- | --------------------- |  |
| Tom Baylis           | 3 janvier 1996    | Royaume-Uni      | ONE                   |  |
| Karol Domagalski     | 9 août 1989       | Pologne          | ONE                   |  |
| Jake Kelly           | 17 janvier 1995   | Royaume-Uni      | Wiggins               |  |
| Christopher Latham   | 6 février 1994    | Royaume-Uni      | Wiggins               |  |
| Emils Liepins        | 29 octobre 1992   | Lettonie         | Rietumu-Delfin        |  |
| Hayden McCormick     | 1er janvier 1994  | Nouvelle-Zélande | ONE                   |  |
| James Oram           | 7 juin 1993       | Nouvelle-Zélande | ONE                   |  |
| Alexandar Richardson | 30 avril 1990     | Royaume-Uni      | Bike Channel-Canyon   |  |
| Jacob Scott          | 14 juin 1995      | Royaume-Uni      | An Post-Chainreaction |  |
| Szymon Tracz         | 12 novembre 1998  | Pologne          | Wibatech 7R Fuji      |  |
| Peter Williams       | 13 décembre 1986  | Royaume-Uni      | ONE                   |  |

### Victoires
| Victoires | Victoires                                     | Victoires        | Victoires | Victoires        | Victoires |
| Date      | Course                                        | Pays             | Classe    | Vainqueur        |           |
| --------- | --------------------------------------------- | ---------------- | --------- | ---------------- | --------- |
| 21 janv.  | Classement général, New Zealand Cycle Classic | Nouvelle-Zélande | 2.2       | Hayden McCormick |           |
| 3 mars    | Poreč Classic                                 | Croatie          | 1.2       | Emīls Liepiņš    |           |
| 11 mars   | 3e étape, Istrian Spring Tour                 | Croatie          | 2.2       | Emīls Liepiņš    |           |
| 2 juin    | Flèche de Heist                               | Belgique         | 1.1       | Emīls Liepiņš    |           |
| 26 août   | Classement général, Baltic Chain Tour         | Estonie          | 2.2       | Emīls Liepiņš    |           |

## Saisons précédentes
- Saison 2015
- Saison 2016
- Saison 2017